# Долидзе, Виктор Исидорович
Ви́ктор Исидорович Доли́дзе (груз. ვიქტორ ისიდორეს ძე დოლიძე, 18 (30) июля 1890, Озургети, Кутаисская губерния, Российская империя, ныне Грузия — 24 мая 1933, Тбилиси, Грузинская ССР, СССР) — советский грузинский композитор.

## Биография
Родился в городе Озургети Кутаисской губернии в бедной крестьянской семье. Учился в Тифлисском коммерческом училище. В 1910 году на конкурсе мандолинистов получил первую премию.
По окончании училища поступил в Киевский коммерческий институт и параллельно стал заниматься в музыкальном училище по классам скрипки и композиции. В 1917 году окончил училище и вернулся в Грузию, где посвятил себя музыке.
Автор ряда опер, в том числе первой грузинской комической оперы «Кето и Котэ» на собственное либретто по комедии «Ханума» Авксентия Цагарели, 1919. В литературе это произведение часто рассматривается и как оперетта.
В конце 1920-х и в 1930-х годах вёл работу по собиранию и записи осетинского музыкального фольклора. Вскоре появляются оркестровые миниатюры В. И. Долидзе («Осетинская лезгинка», «Танец приглашения» — «Хонга-кафт» и др.). В 1931 году он начал работать над оперой «Замира» на основе народных осетинских легенд «Чермен» и «Замира» (опера осталась неоконченной).